# Csingtao
Csingtao (kínaiul: 青岛, pinjin: Qingdao, jelentése: „türkiz sziget”) prefektúra szintű város Kínában, a Sárga-tenger partján, Santung tartományban. Iparváros, jelentős kikötő, haditengerészeti központ.

## Története
1898-tól 1914-ig német szabad kikötő volt (olyan város, ahol egy nyugati hatalom - ez esetben Németország - Kínával kötött egyezménye alapján kiváltságokat élvezett, például állampolgárai mentesültek a kínai törvények szerinti eljárás alól).

## Gazdaság
Innen származik a Tsingtao nevű sör, amely Kína első számú exportsöre.
Itt készülnek a Gibson cég Epiphone márkanéven kapható gitárjai 2004-től.

## Közlekedés

### Vízi
A Csingtaói kikötő a világ 4. legforgalmasabb tengeri kikötője.

### Helyi közlekedés
A városban metró is működik.

## Népesség
| 2016 | 5 775 000  |
| 2020 | 10 071 722 |